# Elassogaster sordidus
Elassogaster sordidus är en tvåvingeart som först beskrevs av Walker 1861.  Elassogaster sordidus ingår i släktet Elassogaster och familjen bredmunsflugor.
Artens utbredningsområde är Irian Jaya. Inga underarter finns listade i Catalogue of Life.